# Vojtěch Preissig

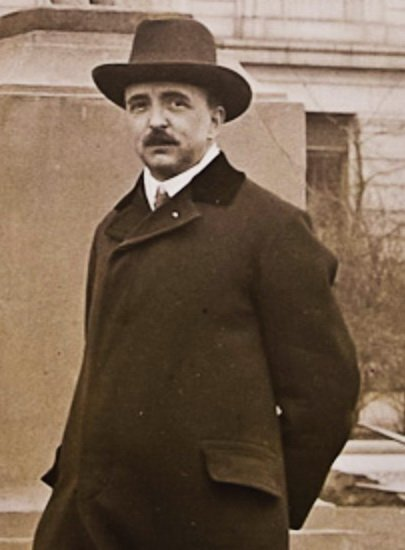
Vojtěch Preissig

Vojtěch Preissig (* 31. Juli 1873 in Světec (damals deutsch Schwaz), Böhmen; † 11. Juni 1944 im KZ Dachau) war ein tschechischer Grafiker, Maler und Illustrator. In Boston organisierte Preissig die Rekrutierung von Freiwilligen in die tschechoslowakischen Regimente in Frankreich und schuf einer Reihe von Werbeplakaten und Postkarten für die Unabhängigkeit der Tschechoslowakei. Am Anfang seiner künstlerischen Karriere war er ein bedeutender Vertreter des Jugendstils, in den 1930er Jahren dann Pionier der tschechischen abstrakten Kunst. Als Widerstandskämpfer gegen die Besetzung der Tschechoslowakei durch den NS-Staat starb er nach seiner Inhaftierung im KZ Dachau.

## Leben
Preissig studierte in der Zeit von 1892 bis 1897 bei Friedrich Ohmann dekorative Architektur an der Prager Akademie für Kunst, Architektur und Design. Nach dem Studium verließ er Prag und reiste nach kurzen Studienaufenthalten in Wien und München nach Paris. Hier arbeitete er zusammen mit Alfons Mucha und studierte gleichzeitig Maltechniken in privaten Ateliers. 1903 kehrte er nach Prag zurück, wo er eine Stelle in einer Buchstabengießerei annahm. 1905 richtete er ein eigenes Atelier ein, in dem er seine frühen Werke im eleganten linearen Jugendstil malte. Des Weiteren illustrierte er Bücher, erstellte Plakate und Gebrauchsgraphik. Er gründete die Zeitschrift Česká grafika (Tschechische Graphik) und wurde Mitglied im Verein der bildenden Künstler Mánes, sowie der Vereinigung tschechischer grafischer Künstler Hollar. Aus dieser Zeit stammen auch die Jugendstil-Illustrationen zu der Ausgabe Slezské písně von Petr Bezruč, herausgegeben 1909. Zwischen 1901 und 1907 wurden seine drei Töchter Vojtěška, Irena und Yvona geboren.

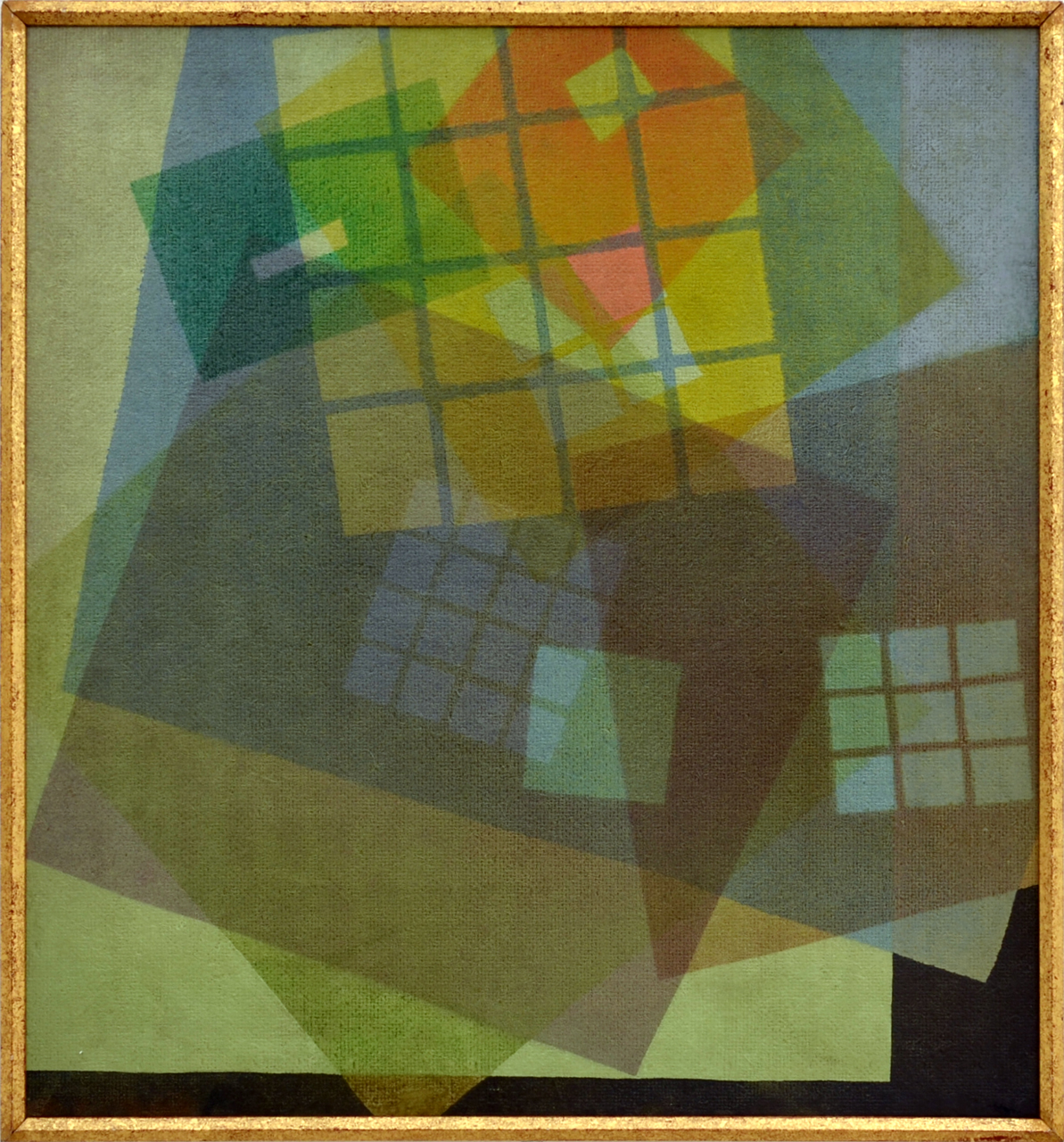
Durchdringung farbiger Felder, 1936/37

Nachdem sein Atelier wegen finanzieller Schwierigkeiten vom Gerichtsvollzieher beschlagnahmt worden war, verließ Preissig mit seiner Familie 1910 Prag und emigrierte in die USA. Von 1912 bis 1916 lehrte er an der Art Students’ League, von 1914 dann zusätzlich auch an der Teachers’ College der Columbia University, beide in New York. Von 1916 bis 1926 wurde er Direktor der School of Printing and Graphic Arts am Wentworth Institute of Technology in Boston.
Privat beschäftigte er sich mit Typographie. Aus den 1920er Jahren stammt auch die sogenannte „Preissig Antiqua“, eine 1925 in der Prager Staatlichen Druckerei realisierte Schriftart, die als die erste moderne Schriftart für die tschechische Sprache bezeichnet wird. Preissig experimentierte mit zahlreichen Techniken, dazu gehörten – neben Ölmalerei – unter anderem Linolschnitte, Ätzen, Holzschnitte, Schabkunst, Collage. Sehr bekannt waren auch seine Exlibris-Werke. Preissig wird auch zu den ersten tschechischen abstrakten Künstlern gezählt.
Im Sommer 1921 schickte er seine Töchter nach Prag mit dem Versprechen, dass er bald nachkomme; dies geschah jedoch nach einem Aufenthalt in Prag 1930 endgültig erst im August 1931.  a) Mit seinen Ausstellungen 1931, 1933 und 1934 etablierte er sich als ein führender abstrakter Künstler des Landes.

## Preissigs „militärische“ Plakate und Postkarten

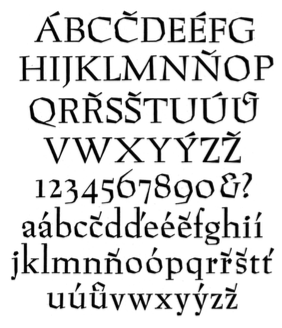
Preissigs Plakat-Antiqua

Preissig, der in den USA unter anderem den späteren ersten Präsidenten der Tschechoslowakei Tomáš Masaryk persönlich kennenlernte, engagierte sich während des Ersten Weltkrieges stark für die Unabhängigkeitsbestrebungen der Tschechoslowakei. Ab 1917 arbeitete Preissig für die Niederlassung des Tschechoslowakischen Nationalrats in New York. Er leitete eine Kampagne zur Rekrutierung von Freiwilligen Tschechen und Slowaken, die in den USA lebten für die sich formierende  tschechoslowakische Auslandsarmee, für die Tschechoslowakischen Legionen. In der New Yorker Zentrale und später in Boston war er für die Auslandsarmee in Frankreich zuständig. (Er selber hatte sich in den Militärdienst freiwillig gemeldet, wurde jedoch mit dem Hinweis abgelehnt, seine Arbeit für den Nationalrat sei um vielfaches wichtiger.)
Ein Bestandteil von Preissigs Anwerbungskampagne für den Nationalrat waren sogenannte militärische Plakate und Postkarten, die der Rekrutierung von Freiwilligen gewidmet waren. Hohe Auflagen erzielten seine sehr beliebten militärischen Postkarten aus dieser Zeit.  In den Jahren 1916–1918 schuf Preissig eine Serie von insgesamt dreizehn Werbeplakaten  und anderer Drucke für die tschechoslowakischen Legionen in Frankreich. Sie erschienen in tschechischer und slowakischer Sprache. Ähnliche Motive wie auf den Plakaten wurden für einen Satz von 16 Militärpostkarten verwendet. Im Jahr 1918 wurden sie in insgesamt vier Ausgaben in unterschiedlichen Sprachen veröffentlicht, unter anderem mehrere Tausend Karten in Tschechisch und Italienisch. Die Plakate und Postkarten wurden in langen und ausführlichen Diskussionen mit Mitgliedern des Nationalrates besprochen und abgestimmt. Preissig schuf auch eine spezielle Art von Buchstaben für seine Plakate – die sogenannte "Plakatschrift".

Preissigs militärische Plakate
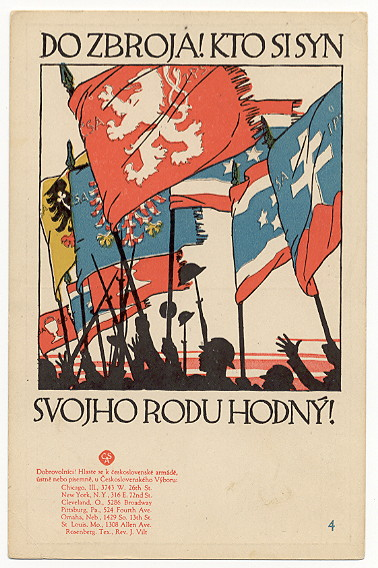
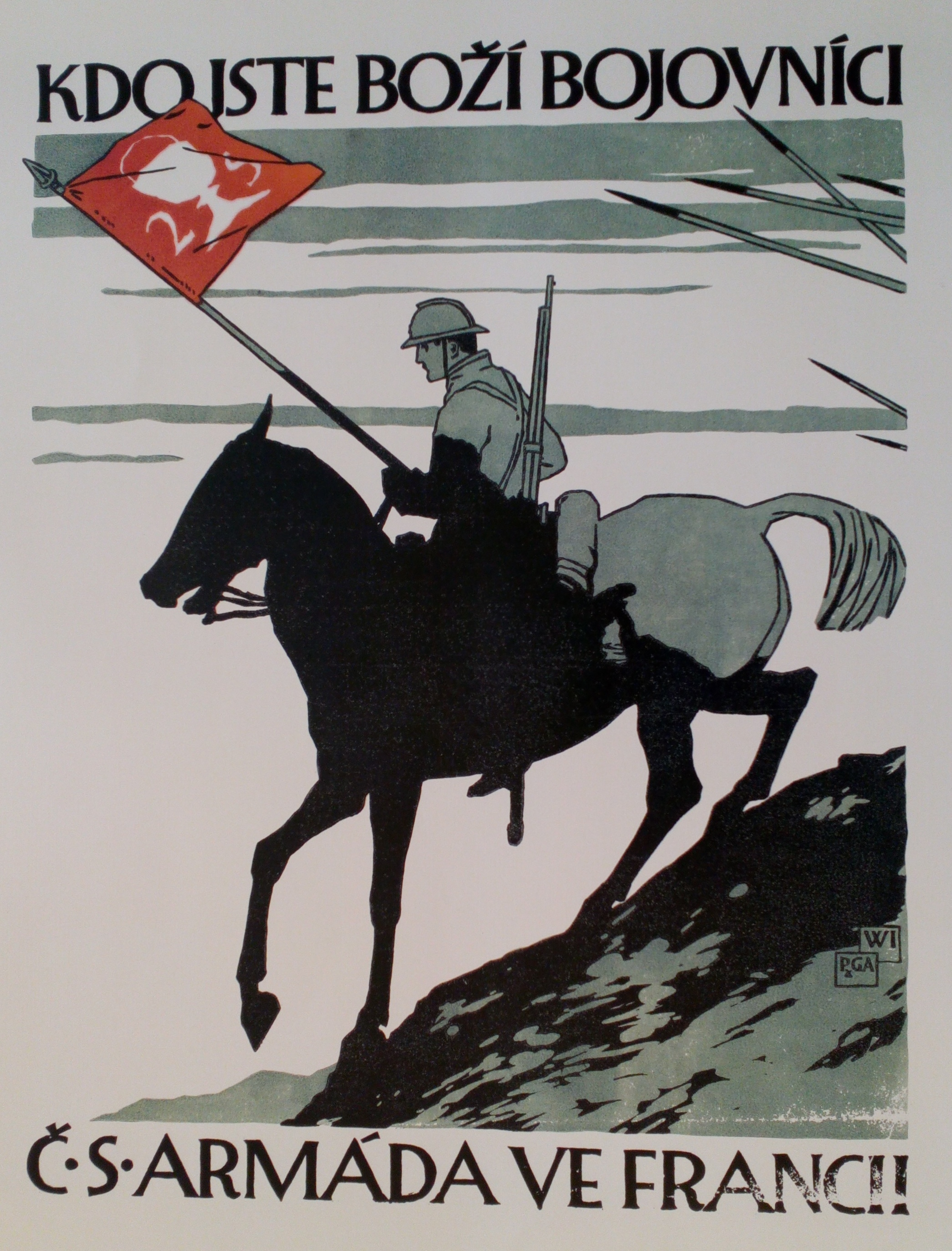
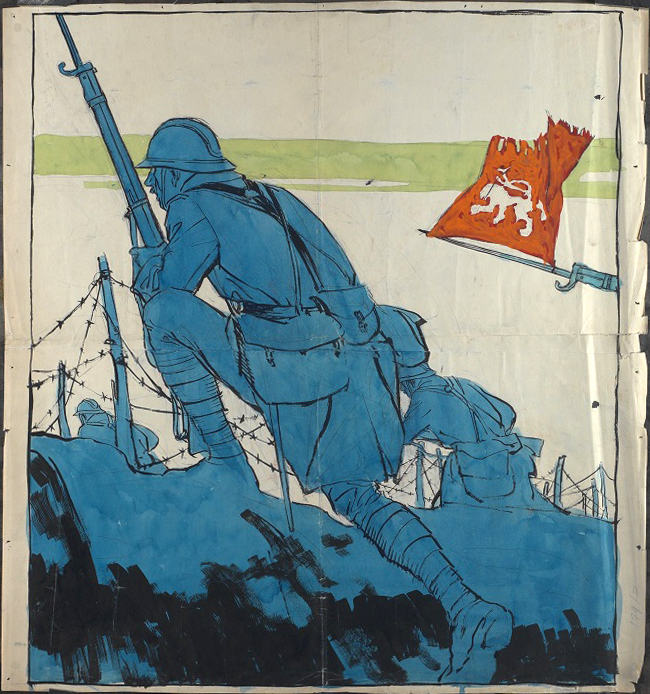
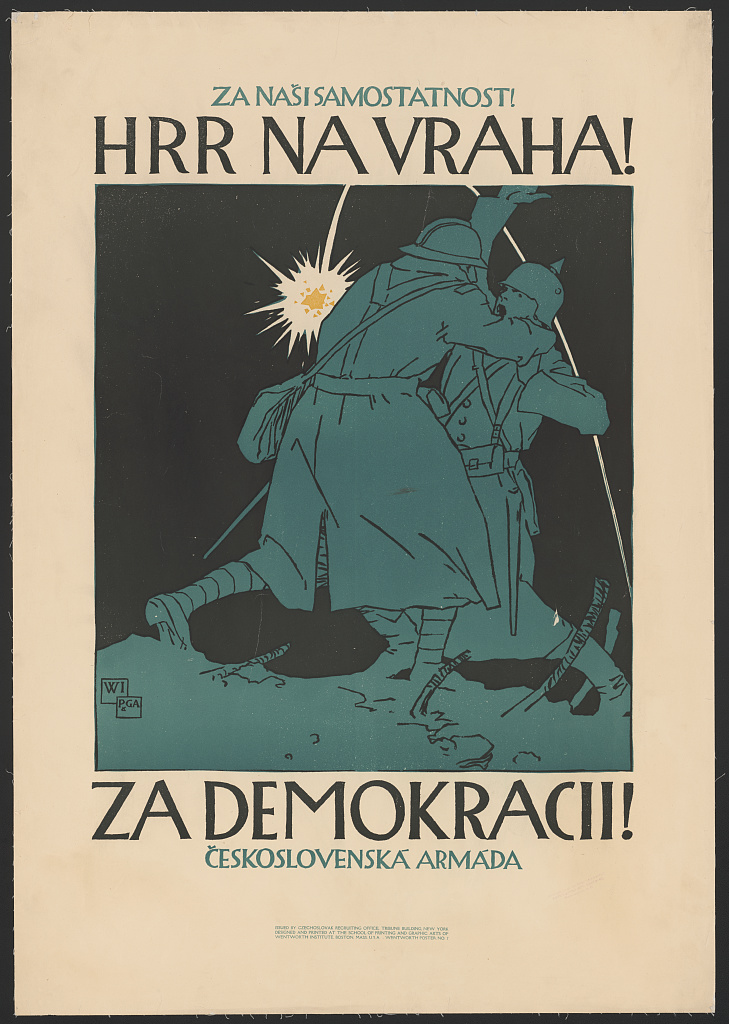
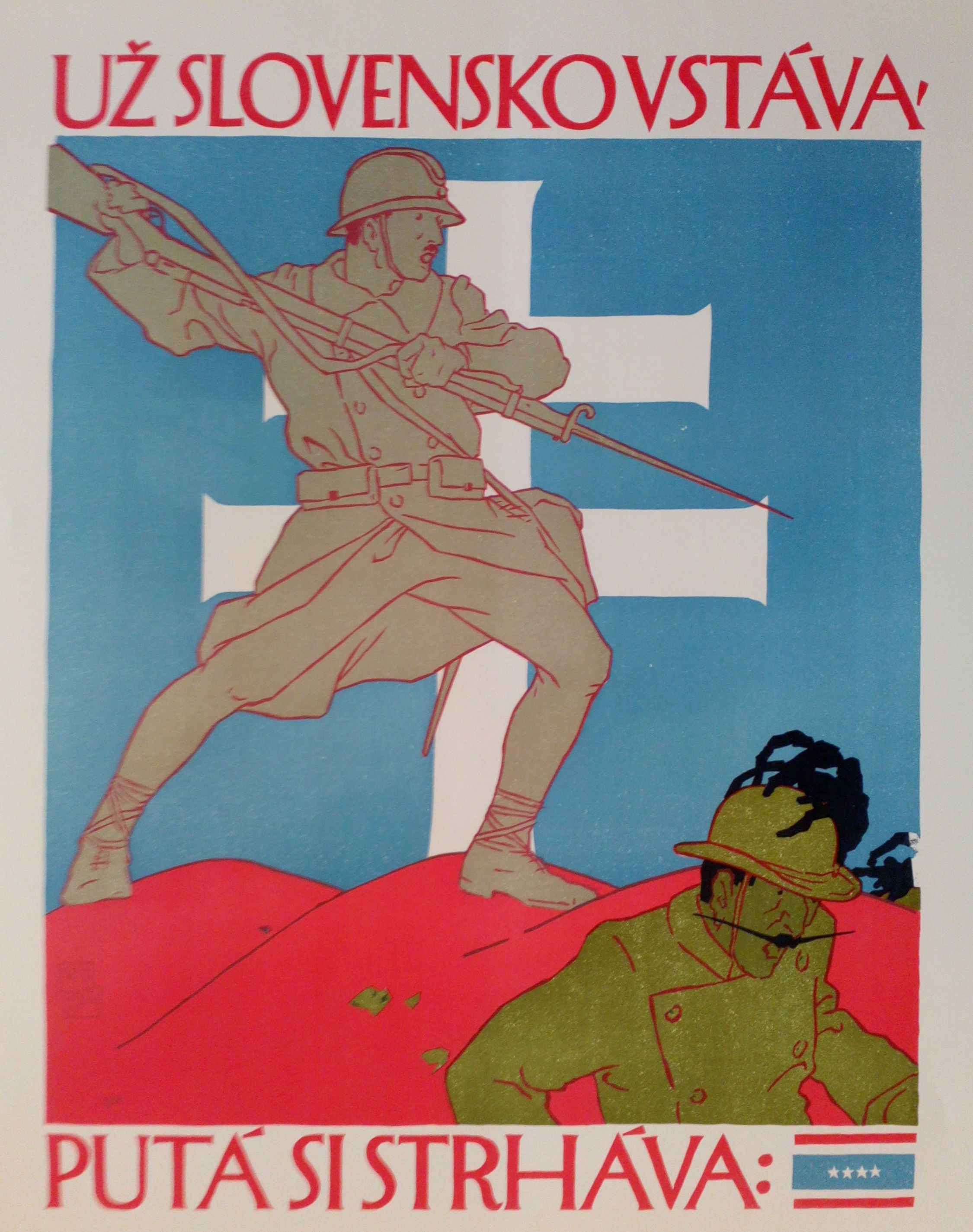

Preissig machte unter anderem auch einige Entwürfe für eine tschechoslowakische Flagge, die sich stark an der Flagge der Vereinigten Staaten (beziehungsweise einiger Bundesstaaten) orientierten (Sterne, Streifen, Streifenkreuze in weiß, rot und blau).

## Widerstand

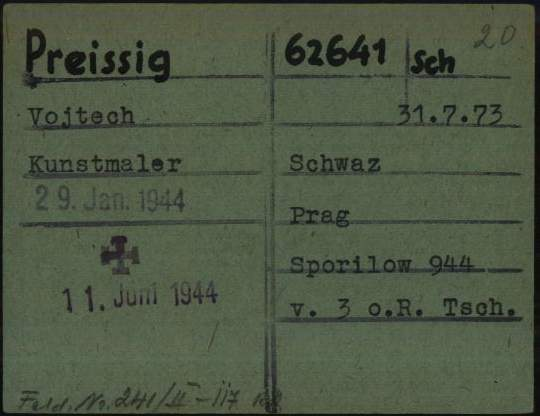
Registrierungskarte von Vojtěch Preissig als Gefangener im nationalsozialistischen Konzentrationslager Dachau

Nach der Zerschlagung der Tschechoslowakei durch das Deutsche Reich schloss er sich mit seiner Familie dem tschechoslowakischen Widerstand an. Er war eine der treibenden Kräfte bei der Gründung der illegalen Zeitschrift V boj, die von 1939 bis 1941 erschien und die wichtigste Zeitschrift des Widerstandes im Protektorat Böhmen und Mähren war. Er bebilderte die Zeitschrift mit antinazistischen und patriotischen Zeichnungen, leitete zeitweilig die redaktionelle Arbeit und organisierte Material sowie den Vertrieb. Preissig gehörte bereits bei der Gründung der ersten Redaktion im März 1939 zu dem inneren Kreis der Mitarbeiter, nach deren Zerschlagung im November 1939 setzte er die Herausgabe mit neuen Helfern, hier insbesondere mit seiner Tochter Irena Bernášková, fort. Am 21. September 1940 wurde auch diese Gruppe, über 40 Personen, ausgehoben und durch die Gestapo verhaftet. Während Preissigs Tochter bereits 1942 hingerichtet und seine Ehefrau, Irena Preissigová, im September 1943 aus der Haft entlassen wurde, blieb Preissig gefangen, bis er nach Haftaufenthalten in Gollnow, Hamburg und Dresden zu knapp drei Jahren Zuchthaus verurteilt wurde. Er verbrachte die Haft in Bayreuth und Prag und wurde schließlich im Januar 1944 ins Konzentrationslager Dachau deportiert, wo er am 11. Juni 1944 an Typhus starb.